# 棟克格拉本河
48°54′39″N 12°39′06″E / 48.91082°N 12.65153°E

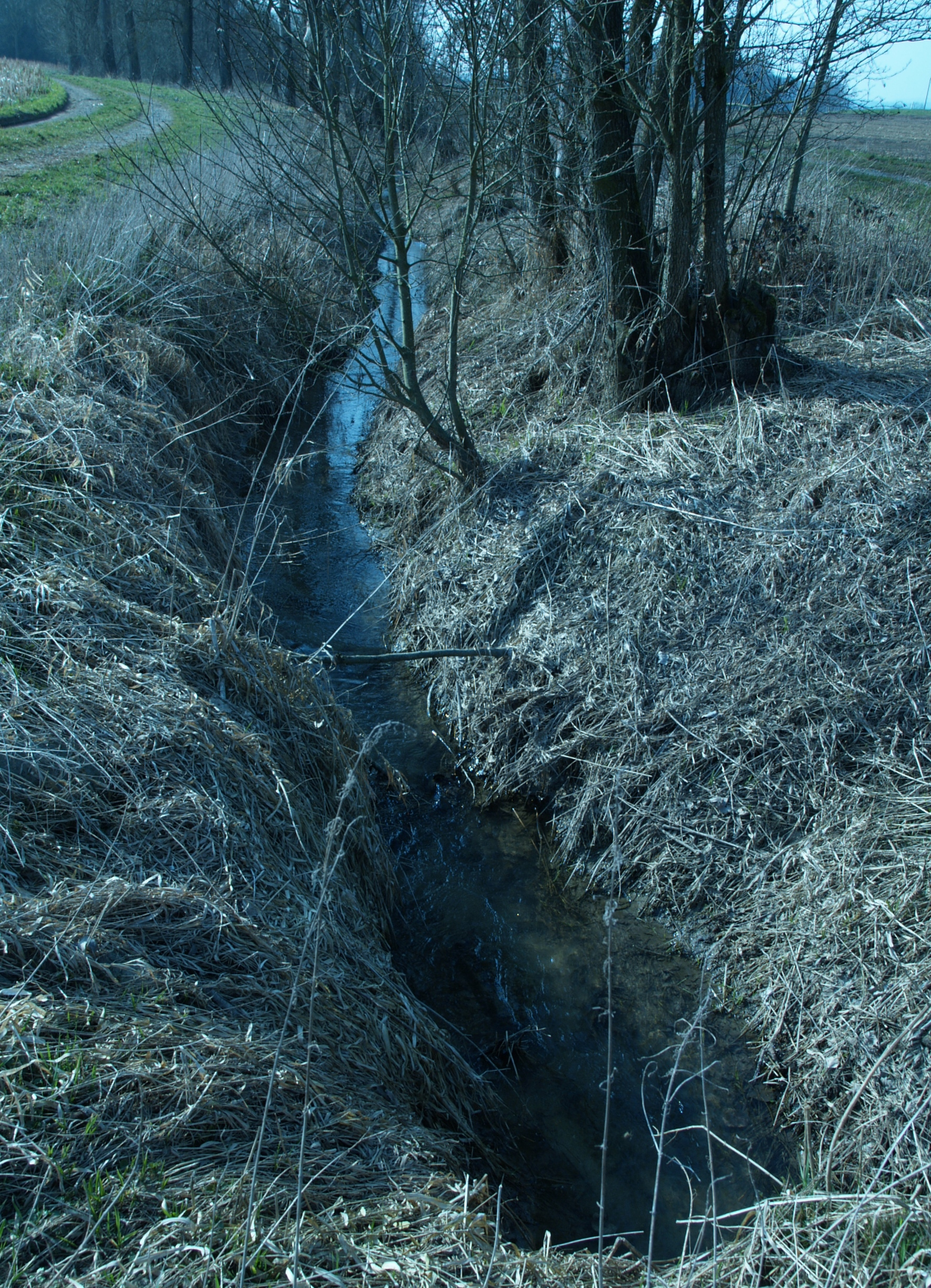

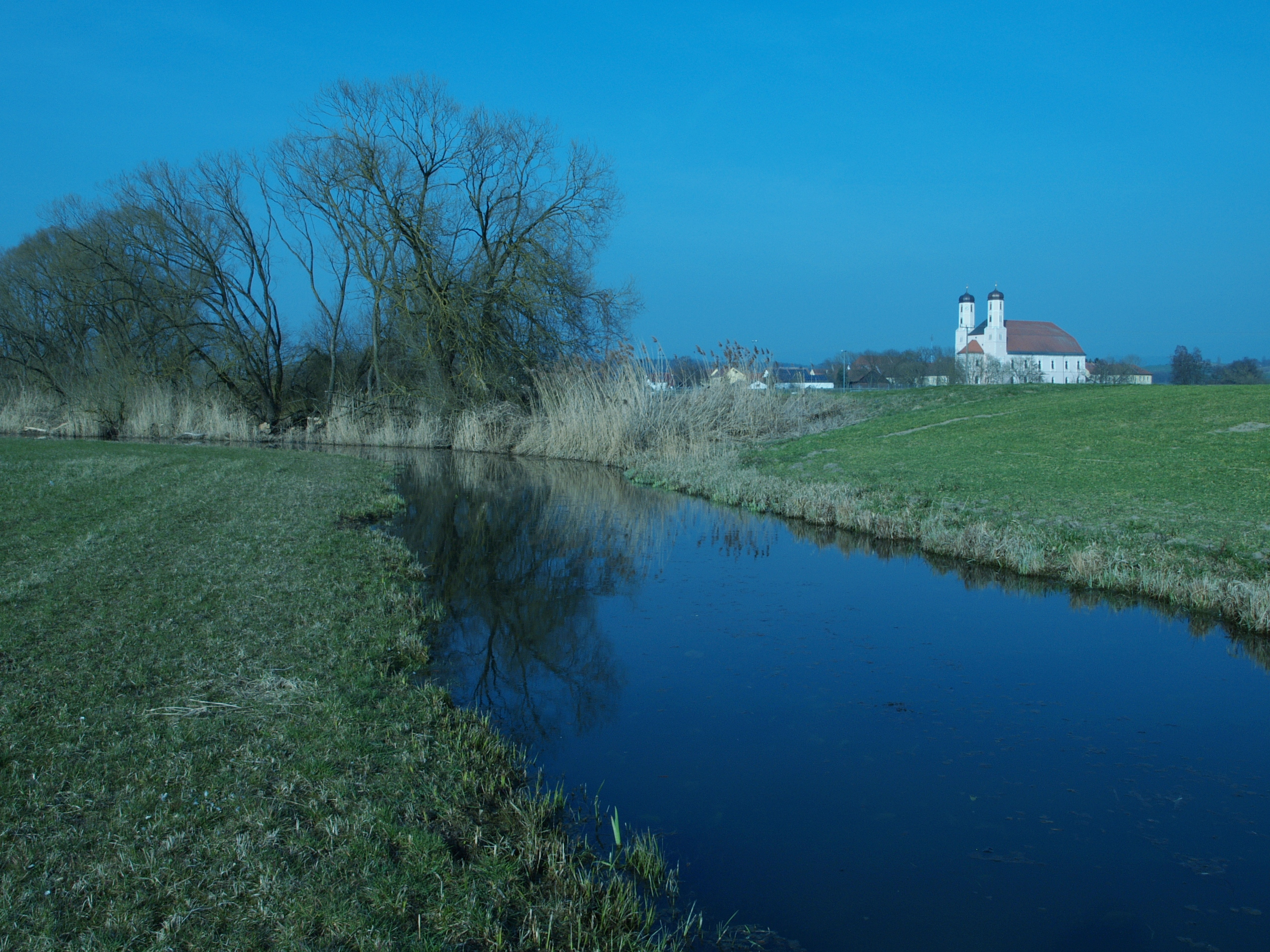

棟克格拉本河（德語：Dunkgraben），是德國的河流，位於該國東南部，由巴伐利亞負責管轄，屬於金薩赫河的左支流，河道全長5.7公里，流域面積4.3平方公里。